# Рушевине цркве Светог Ђорђа у Кориши
Рушевине цркве Светог Ђорђа у Кориши, насељеном месту на територији општине Призрен, на Косову и Метохији, представљају непокретно културно добро као споменик културе.
У центру села Кориша на гробљу постоје рушевине једноставне једнобродне цркве посвећеној Светом Ђорђу. Техника њеног зидања је карактеристична за византијски слог: наизменично смењивање редова камена и опеке са широким малтерним спојницама, према познатој традицији која је код нас доживела нарочит успон у 14. веку. Постоје индиције да је ова црква настала за време владавине династије Немањића о чему сведоче начин градње и остаци сликарства. У средини наоса постојала је гробница, највероватније ктиторска.

## Основ за упис у регистар
Решење Завода за заштиту споменика културе АКМО у Приштини, бр. 468 од 14. 9. 1963. г. Закон о заштити споменика културе (Сл. гласник НРС бр. 51/59).